# سوخته‌ماهی مدیترانه
سوخته‌ماهی مدیترانه (نام علمی: Arnoglossus laterna) نام یک گونه از سرده سوخته‌ماهی است.